# District de Balama
Le district de Balama est une subdivision administrative de la province de Cabo Delgado au nord du Mozambique. En 2015, sa population est de 142 968 habitants. Son chef-lieu est Balama.

## Source de la traduction
- (en) Cet article est partiellement ou en totalité issu de l’article de Wikipédia en anglais intitulé « Balama District » (voir la liste des auteurs).